# Dopaminerg
Dopaminerg bedeutet so viel wie „auf Dopamin reagierend“ oder „Dopamin als Neurotransmitter enthaltend“. Gemeint sind meistens dopaminsensible Rezeptoren des Gehirns oder verhaltenssteuernde Gehirnareale, in denen Dopamin als Neurotransmitter fungiert (etwa das sogenannte Belohnungszentrum).
Dopaminerge Nervenzellen befinden sich unter anderem in der schwarzen Substanz (Substantia nigra) und den 
Raphe-Kernen des Mittelhirns. Erstere sind insbesondere bei der Parkinson-Krankheit betroffen.